# Xvid
Xvid (раніше «XviD») — відеокодек стандарту MPEG-4, є основним конкурентом кодека DivX Pro (Xvid це DivX навпаки).
На противагу кодеку DivX — пропрієтарному програмному забезпеченню, розробленому компанією DivX, Inc., Xvid — це вільна програма, заснована на колись відкритому вихідному коді іншого кодека — DivX і розповсюджується під ліцензією GNU General Public License. Це також означає, що на відміну від кодека DivX, випущеного тільки для платформ Microsoft Windows і Mac OS X, Xvid можна використовувати на всіх платформах і операційних системах, для яких можна скомпілювати вихідний код кодека, наприклад, для FreeBSD. Однак методи стиснення відео, що використовуються в MPEG-4, запатентовані, тому використання Xvid в деяких країнах може бути нелегальним.

## Історія розробки
- 1 листопада 2006 вийшла версія 1.1.2.
- 28 червня 2007 вийшла версія 1.1.3.
- 30 листопада 2008 вийшла версія 1.2.0, яка додала в кодек підтримку 64-бітних ОС і підтримку багатоядерних процесорів.
- 4 грудня 2008 версія 1.2.1, в якій в основному виправляються помилки.
- 29 травня 2009 вийшла версія 1.2.2.
- 22 лютого 2011 реліз версії 1.3.0.
- 24 березня 2011 вийшла версія 1.3.1.
- 31 травня 2011 вийшла версія 1.3.2.
- 6 квітня 2014 вийшла версія 1.3.3

## Відтворення Xvid-кодованих файлів

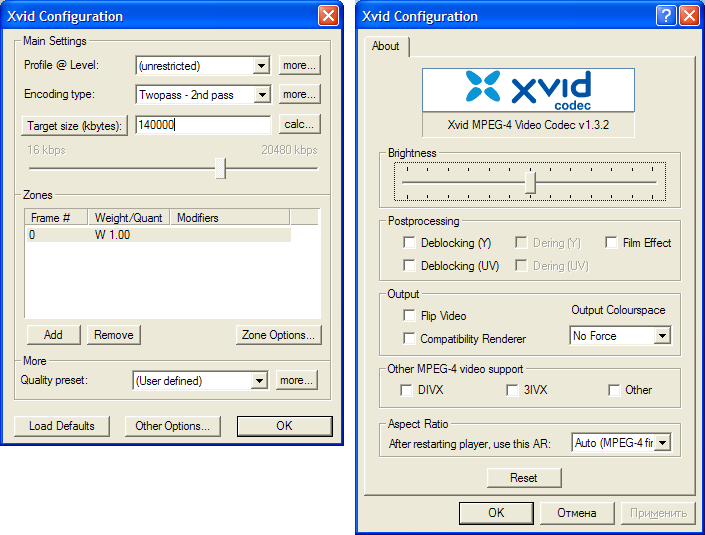
Вікна конфігурації кодера і декодера

Xvid — це не формат відео. Оскільки Xvid використовує стиснення MPEG-4 Advanced Simple Profile (ASP), будь-яке стиснуте ним відео має формат «MPEG-4 ASP відео», а не «Xvid-відео», і тому може бути декодовано будь-яким MPEG-4 ASP-сумісним декодером. В тому числі це численні програвачі та декодери, засновані на вільній бібліотеці libavcodec з пакета FFmpeg (наприклад, MPlayer, VLC, ffdshow або Perian).
Файли, стиснені кодеком Xvid, можуть бути записані на CD або DVD і відтворені на DivX-сумісному DVD-плеєрі. Однак, в Xvid можна задіяти можливості кодування відео, які не підтримуються більшістю DivX-сертифікованих плеєрів. Файли, кодовані з використанням глобальної компенсації руху, Qpel, MPEG-квантуванням, множинними B-кадрами, а також файли, в яких перевищені обмеження VBV, можуть відтворюватися некоректно на DivX-сертифікованих пристроях.